# Unterreit (Feldkirchen-Westerham)
Unterreit ist ein Ortsteil der Gemeinde Feldkirchen-Westerham. Der Weiler liegt auf einer Höhe von 604,2 m ü. NN im Westen der Gemeinde und hat 31 Einwohner (Stand 31. Dezember 2004).
Koordinaten: 47° 55′ N, 11° 50′ O